# Ummeliata osakaensis
Ummeliata osakaensis är en spindelart som först beskrevs av Ryoji Oi 1960.  Ummeliata osakaensis ingår i släktet Ummeliata och familjen täckvävarspindlar. Inga underarter finns listade i Catalogue of Life.